# Grand Coulee (Washington)
Grand Coulee az Amerikai Egyesült Államok északnyugati részén, Washington állam Grant megyéjében elhelyezkedő város. A 2010. évi népszámlálási adatok alapján 988 lakosa van.
Grand Coulee 1935. november 6-án kapott városi rangot. A városban található a The Star című újság kiadója.

## Éghajlat
| Hónap                         | Jan.  | Feb.  | Már.  | Ápr. | Máj. | Jún. | Júl. | Aug. | Szep. | Okt.  | Nov.  | Dec.  | Év    |
| ----------------------------- | ----- | ----- | ----- | ---- | ---- | ---- | ---- | ---- | ----- | ----- | ----- | ----- | ----- |
| Rekord max. hőmérséklet (°C)  | 16,1  | 16,1  | 22,8  | 32,8 | 37,8 | 41,1 | 45,0 | 43,3 | 40,0  | 32,2  | 20,6  | 14,4  | 45,0  |
| Átlagos max. hőmérséklet (°C) | 0,6   | 4,4   | 11,1  | 16,1 | 21,1 | 25,6 | 30,6 | 30,6 | 25,0  | 16,1  | 6,1   | 0,0   | 15,7  |
| Átlagos min. hőmérséklet (°C) | −5,0  | −3,9  | −0,6  | 2,8  | 7,2  | 10,6 | 14,4 | 13,9 | 9,4   | 3,9   | −1,1  | −5,6  | 3,9   |
| Rekord min. hőmérséklet (°C)  | −27,2 | −26,1 | −18,0 | −6,7 | −6,1 | 2,2  | 2,8  | 0,0  | −15,0 | −13,9 | −23,3 | −26,7 | −27,2 |
| Átl. csapadékmennyiség (mm)   | 27    | 25    | 23    | 22   | 29   | 27   | 16   | 7    | 11    | 17    | 33    | 37    | 274   |
| Forrás: The Weather Channel   |       |       |       |      |      |      |      |      |       |       |       |       |       |

## Népesség
A 2010-es népszámláláskor a városnak 988 lakója, 474 háztartása és 246 családja volt. A népsűrűség 304 fő/km2. A lakóegységek száma 554, sűrűségük 170,5 db/km2. A lakosok 76,5%-a fehér, 1,1%-a afroamerikai, 14,2%-a indián, 0,8%-a ázsiai,  3,5%-a egyéb, 3,8%-a pedig kettő vagy több etnikumú. A spanyol vagy latino származásúak aránya 8,9% (7,8% mexikói, 0,8% Puerto Ricó-i,  1,1% egyéb spanyol vagy latino származású.)
A háztartások 18,8%-ában élt 18 évnél fiatalabb. 36,9% házas, 10,5% egyedülálló nő, 4,4% egyedülálló férfi, 48,1% pedig nem család. 40,5% egyedül élt; 16,3%-uk 65 éves vagy idősebb. Egy háztartásban átlagosan 2,06 személy élt; a családok átlagmérete 2,74 fő.
A medián életkor 47,1 év volt. A város lakóinak 19,3%-a 18 évesnél fiatalabb, 6,9% 18 és 24 év közötti, 21,5%-uk 25 és 44 év közötti, 32,2%-uk 45 és 64 év közötti, 20,4%-uk pedig 65 éves vagy idősebb. A lakosok 48,2%-a férfi, 51,8%-a pedig nő.

## Fordítás
Ez a szócikk részben vagy egészben  a   Grand Coulee, Washington című angol Wikipédia-szócikk ezen változatának fordításán alapul.  Az eredeti cikk szerkesztőit annak laptörténete sorolja fel. Ez a jelzés csupán a megfogalmazás eredetét és a szerzői jogokat jelzi, nem szolgál a cikkben szereplő információk forrásmegjelöléseként.